# Europacup II hockey mannen 1997
De 8ste editie van de Europacup II voor mannen werd gehouden van 28 tot en met 31 maart 1997 in het Engelse Reading. Er deden acht teams mee, verdeeld over twee poules. Gladbacher HTC won deze editie van de Europacup II. 

## Uitslag poules

### Eindstand Poule A
| Team                 | Pnt | GS | W | G | V | DV | DT | DS  |
| -------------------- | --- | -- | - | - | - | -- | -- | --- |
| 1. Gladbacher HTC    | 9   | 3  | 2 | 1 | 0 | 15 | 5  | +10 |
| 2. Real Club de Polo | 6   | 3  | 2 | 0 | 1 | 9  | 6  | +3  |
| 3. SKA Ekaterinburg  | 3   | 3  | 1 | 0 | 2 | 7  | 9  | -2  |
| 4. Avoca HC          | 0   | 3  | 0 | 0 | 3 | 0  | 11 | -11 |

### Eindstand Poule B
| Team                   | Pnt | GS | W | G | V | DV | DT | DS  |
| ---------------------- | --- | -- | - | - | - | -- | -- | --- |
| 1. Reading HC          | 7   | 3  | 2 | 1 | 0 | 14 | 2  | +12 |
| 2. WKS Grunwald Poznań | 6   | 3  | 2 | 0 | 1 | 8  | 8  | 0   |
| 3. Amsterdam H&BC      | 3   | 3  | 1 | 1 | 1 | 7  | 5  | +2  |
| 4. Stade Français      | 0   | 3  | 0 | 0 | 3 | 1  | 15 | -14 |

## Poulewedstrijden

### Vrijdag 28 maart 1997
- A Gladbacher - Avoca 5-0
- A Real Club de Polo - SKA Ekaterinburg 3-2
- B AH&BC Amsterdam - WKS Grunwald 2-3
- B Reading HC - Stade Francais 7-0

### Zaterdag 29 maart 1997
- A Gladbacher - SKA Ekaterinburg 6-2
- A Real Club de Polo - Avoca 3-0
- B Reading HC - WKS Grunwald 6-1
- B AH&BC Amsterdam - Stade Francais 4-1

### Zondag 30 maart 1997
- A Gladbacher - Real Club de Polo 4-3
- A SKA Ekaterinburg - Avoca 3-0
- B AH&BC Amsterdam - Reading HC 1-1
- B Stade Francais - WKS Grunwald 0-4

## Finales

### Maandag 31 maart 1997
- 5de-7de plaats AH&BC Amsterdam - Avoca 4-3
- 5de-7de plaats SKA Ekaterinburg - Stade Francais 3-3 (5-4 ns)
- 3de-4de plaats Real Club de Polo - WKS Grunwald 1-4
- 1ste-2de plaats Gladbacher - Reading HC 7-2

## Einduitslag
1.  Gladbacher HTC 

2.  Reading HC 

3.  WKS Grunwald Poznań 

4.  Real Club de Polo 

5.  SKA Ekaterinburg 

5.  Amsterdam H&BC 

7.  Avoca HC 

7.  Stade Français 

Mannen:
1990 ·
Terrassa 1991 ·
Vught 1992 ·
Birmingham 1993 ·
Terrassa 1994 ·
Cagliari 1995 ·
Den Haag 1996 ·
Reading 1997 ·
's-Hertogenbosch 1998 ·
Amsterdam 1999 ·
Terrassa 2000 ·
's-Hertogenbosch 2001 ·
Eindhoven 2002 ·
Terrassa 2003 ·
Eindhoven 2004 ·
Lille 2005 ·
Reading 2006 ·
Madrid 2007 

Opgegaan in de Euro Hockey League
Vrouwen:
1991 ·
Vught 1992 ·
Birmingham 1993 ·
Cardiff 1994 ·
Groningen 1995 ·
Rotterdam 1996 ·
Utrecht 1997 ·
Leuven 1998 ·
Terrassa 1999 ·
Keulen 2000 ·
Rome 2001 ·
Ourense 2002 ·
Rotterdam 2003 ·
Laren 2004 ·
Keulen 2005 ·
Edinburgh 2006 ·
Madrid 2007 ·
Parijs 2008 ·
Manchester 2009

Opgegaan in de Europcacup I